# Lonchaea zetterstedti
Lonchaea zetterstedti is een vliegensoort uit de familie van de Lonchaeidae. De wetenschappelijke naam van de soort is voor het eerst geldig gepubliceerd in 1902 door Becker.